# Грозев, Христо
Хри́сто Гро́зев (болг. Христо Грозев, англ. Christo Grozev; род. 20 мая 1969, Пловдив, Болгария) — болгарский журналист-расследователь, медиаэксперт и медиаинвестор.
Ранняя карьера Грозева связана с радио. Начиная с 1990-х годов Грозев управлял радиостанциями в Болгарии, России и странах Европы.
В середине 2010-х занялся расследовательской журналистикой. Работал в Bellingcat над рядом расследований, в том числе об отравлении Сергея и Юлии Скрипаль (2018). Получил широкую известность как один из основных авторов расследования об участии сотрудников ФСБ России в отравлении Алексея Навального (2020). В январе 2022 года Грозев возглавил Bellingcat. В настоящее время — ведущий расследователь The Insider.
С 2022 года Грозев работал над организацией обмена заключёнными между Россией и странами Запада, который произошёл 1 августа 2024 года.
Лауреат премии Европейской прессы и премии «Эмми» за свои журналистские расследования.

## Биография

### Ранняя жизнь
Христо Грозев родился 20 мая 1969 года в Пловдиве, Болгария. Получил степень бакалавра в Американском университете в Болгарии и MBA в Imadec University в Австрии.

### Карьера
Сразу после гимназии работал несколько месяцев, около года, в Люксембурге, на музыкальной радиостанции. В 1989 году Грозев увидел, что посольство Болгарии в Люксембурге было покинуто сотрудниками бывшего коммунистического правительства Болгарии, сломал окно и начал читать оставленные там документы, после чего его арестовала полиция Люксембурга.
С 1988 года — репортёр на радио в Пловдиве. В 1990 году стал одним из основателей первой частной радиостанции в Болгарии.
Работал на радиостанции Свободная Европа на болгарском языке, когда был студентом.

#### Карьера в России
В 1995 году был приглашён американской компанией Metromedia для работы, в том числе, с её российскими активами. Запускал «Радио Ника» в Сочи, «Канал Мелодия» и «Эльдорадио» в Санкт-Петербурге и ещё десятки радиостанций в странах Балтии, Финляндии, Болгарии, Венгрии. В Санкт-Петербурге Христо Грозев был генеральным директором агентства радиостанции «Катюша», причём её финансовый директор радиостанции перерегистрировала в мэрии лично у Владимира Путина.
В 2000 году Грозев стал президентом Metromedia International, под его началом работали 26 радиостанций в 9 странах мира. Когда в 2003 году Metromedia International решила выйти из радиобизнеса, Христо Грозев приобрёл у неё акции российских радиостанций, входивших в неё, и позднее, в 2006 году, продал их французской компании Lagardere. Кроме того, одновременно руководил в качестве директора ирландской компанией Communicorp, которая приобрела у фирмы Metromedia International другие её радиовещательные активы.
В 2006 году Грозева вынудили продать все его медиапроекты в России, а в 2016 году его разрешение на пребывание было аннулировано ФСБ.

#### Карьера за рубежом
После 2006 года Грозев выступал в качестве инвестора в различные медиаактивы, преимущественно в Нидерландах и Болгарии. Так, в 2006 году принадлежащая ему компания RadioCorp B.V. получила лицензию на вещание в Нидерландах и создание радиостанции с национальным музыкальным форматом. В настоящее время принадлежащая RadioCorp радиостанция Radio 100 % NL является одной из самых популярных станций в Нидерландах с аудиторией примерно 2 миллиона слушателей. В 2009 году был запущен сестринский одноимённый глянцевый журнал. На 2018 год продолжал иметь активы в нидерландских медиа, за счёт которых он жил.
Другие медиаактивы Грозева — это новостной телевизионный канал и несколько газет в Болгарии.
В 2016 году участвовал в фестивале «Вместе Медиа», который является профессиональным мероприятием в сфере журналистики и не несёт в себе какой-либо политической повестки.
Грозев — бизнес-партнёр медиаменеджера Карла Габсбурга-Лотарингского, нынешнего главы дома Габсбургов. С Карлом Габсбургом Грозев знаком со студенческих времён.
В 2015 году был аспирантом экономики и права Панъевропейского университета в Братиславе.
Приблизительно в 2014 году занялся журналистскими расследованиями. В 2018 году Грозев рассказывал про работу вместе с Bellingcat: «Я работал с Элиотом четыре года. Моя мотивация проста: я делаю что-то, в чём хорош, нахожу вещи, которые другие упускают, использую свои познания о России, о близлежащих странах, в том числе об Украине, работаю с людьми в этих странах и переживаю, что их правительства (и в России, и на Украине) обманывают граждан. Я занимаюсь этим безвозмездно, трачу на расследования свои средства. Это моё хобби». В январе 2022 года Грозев возглавил Bellingcat.
В 2019 году Грозев (вместе с Романом Доброхотовым и Даниэлом Ромейном) был награждён премией Европейской прессы for Investigative Journalism & London Press Club Prize for Digital Journalism в категории «Журналистское расследование» за «Разоблачение подозреваемых в отравлении в Солсбери» — расследование 2018 года из четырёх частей «Солберецкие» об отравителях Сергея и Юлии Скрипаль. В своём расследовании Bellingcat и The Insider предоставили доказательства принадлежности Петрова и Боширова к ГРУ.
Грозев также является старшим исследователем в «Risk Management Lab» в частном Новом болгарском университете.
Для некоторых расследований был использован псевдоним Мориц Ракушицкий (Moritz Rakuszizky).
В декабре 2020 года Грозев объяснил, что они (Bellingcat) никогда не ставили себе цель заниматься именно Россией, а занимаются расследованием преступлений, совершенных государственными органами в разных странах, в частности, занимались крайне правыми движениями на Украине, делали отчёты в отношении стран НАТО, которые продавали незаконно оружие Саудовской Аравии для гражданской войны в Йемене, делали анализ незаконных действий турецких и греческих властей во время мигрантского кризиса.
Группа «Bellingcat» взялась также за расследование «дела вагнеровцев». Грозев, как один из активных участников группы, заявил, что «Bellingcat» по результатам расследования собирается обнародовать документальный фильм. В связи со съёмками этого документального фильма Грозев прибыл 10 марта 2021 года в Киев, где провёл ряд встреч. В общем он записал 7 интервью: с главным редактором сайта «Цензор.нет» Юрием Бутусовым, двумя офицерами Главного управления Военной разведки, с депутатом от фракции Европейская солидарность Михаилом Забродским, заместителем комитета Верховной рады по обороне, который рассказал, о чём говорили на заседании перед срывом операции. Интервью Грозеву дали также пятый президент Украины Пётр Порошенко, бывший исполняющий обязанности Президента Украины Александр Турчинов и агент НАБУ Евгений Шевченко. По данным Дмитрия Гордона, сам фильм мог быть обнародован 5 апреля 2021 года, однако сами авторы фильма заявили, что ещё не имеют окончательных результатов, поэтому о конкретной дате говорить рано. В начале мая 2021 года Грозев сказал в интервью на «Эспрессо TV», что фильм выйдет уже после лета 2021 года, сначала выйдет расследование в текстовом варианте до назначенной на июнь встречи между Путиным и Зеленским. Производство фильма затянулось из-за пандемии COVID-19 и вызванных нею ограничений на передвижение, а также из-за сложных и длительных процедур подтверждения достоверности данных. Расследование «Вагнергейта» с подзаголовком «дерзкая украинская операция по поимке российских наёмников» было опубликовано 17 ноября 2021 года в Bellingcat и Insider.
3 сентября 2021 года на конференции имени Леннарта Мери в Таллине Грозев предупредил о замедлении зарубежного сегмента интернета в России до 24 кбит/с через два года. По информации его источников в спецслужбах в России планируют в ближайшие два года ввести систему аккредитации всех хостинг-провайдеров. Для не прошедших аккредитацию провайдеров будет установлено ограничение скорости и через два года скорость доступа составит 24 килобита в секунду. Пользоваться нынешними соцсетями станет невозможно, поэтому Грозев назвал это фактическим отключением интернета:

Мы получили информацию, что сейчас подготовлен конкретный план исчезновения Интернета в России путем системы аккредитации всех хостинг-провайдеров. Те, кого аккредитируют, будут обязаны давать полную информацию, включая SSL-сессии, логин, IP-адреса ФСБ по каждому своему юзеру. Не будет никакой вообще анонимности. А те, которые не будут аккредитированы, включая YouTube, включая все всемирные [сайты и сервисы], Twitter и так далее, у них постепенно, на протяжении двух лет будет ограничиваться скорость. И крайняя скорость через два года будет 24 Кбит/с.
— Страх и ненависть в России, Lennart Meri Conference, 03.09.2021.

### Уголовное преследование в России
В декабре 2022 года Грозев был объявлен в розыск МВД России.
В апреле 2023 года Лефортовский суд Москвы принял заочное решение об аресте Грозева по делу о незаконном пересечении границы, ему вменяют ч. 1 ст. 322 УК (предельный срок заключения — до двух лет). Грозев обвинялся в организации побега за границу журналиста Романа Доброхотова, основателя и шеф-редактора издания The Insider.
21 апреля 2023 года Минюст РФ присвоил Христо Грозеву статус «иностранного агента».

### Эмиграция в США
Грозев прожил в Вене 20 лет до 2023 года, где находился под защитой полиции из-за своих разоблачений о России. В феврале 2023 года он заявил, что переехал в США после того, как австрийские власти заявили ему, что больше не могут гарантировать его безопасность. Его семья по-прежнему базируется в Европе.

## Расследование отравления Алексея Навального
В августе 2020 года Грозев заявил в интервью Deutsche Welle, что отравление Алексея Навального похоже на покушения на Емельяна Гебрева и Сергея Скрипаля, в которых заподозрены российские спецслужбы.
В 2020 году Грозев стал основным автором расследования об участии предполагаемых сотрудников ФСБ России в отравлении Алексея Навального. Он заявил: «Нет никакого невинного объяснения тому, что люди, которые летают под фальшивыми паспортами и имеют квалификацию медиков и специалистов по химоружию, накануне отравления Навального созванивались по защищённой связи со специалистами по „Новичку“, а сразу после неудавшейся попытки — со специалистами по масс-спектрометрии».
В том же году Грозев встречался с Навальным в Германии. Грозев заявил, что он был нужен, чтобы «заполнить информационные „дырки“ и объяснить, по какому поводу вокруг него могли находиться сотрудники спецслужб в тот или иной день». Отвечая на вопрос об информаторах, Грозев сказал: «Мы работаем только с источниками, которые понимают, какому риску подвергаются». При этом он отверг связь с ЦРУ, отметив, что западная разведка даже не добралась до той информации, которую опубликовали независимые журналисты.
16 декабря 2020 года Грозев в эфире телеканала «Дождь» выразил уверенность, что в ближайшее время будет опубликовано продолжение расследования о покушении на Алексея Навального, так как в этой истории ещё остались вопросы, на которые пока нет ответа.
22 декабря Грозев заявил, что доказана причастность пяти названных в расследовании человек к отравлению Навального:
- роль Константина Кудрявцева в очищении следов отравления,
- участие Ивана Осипова и Алексея Александрова в отравлении,
- роль Станислава Макшакова как их прямого начальника,
- участие Олега Таякина в роли координатора[46].

Грозев также заметил, что члены группы ФСБ путешествовали довольного много, и расследователи будут «сейчас анализировать остальные поездки этой группы и сравнивать их с другими неизвестными и известными отравлениями: с Владимиром Кара-Мурзой, Верзиловым и другими. Невозможно, чтобы такой штат с такими специалистами существовал только из-за одного Навального. И остальные их перелёты во Владикавказ, Грозный показывают, что и другие цели были».
23 января 2021 года, в день протестов в поддержку Алексея Навального, заявил о намерении делать фильм о протестах и попросил пересылать интересные видео материалы с них.

## Расследование отравлений других политических активистов
31 декабря 2020 года Христо Грозев выложил в открытый доступ в Google Docs данные о поездках предполагаемых отравителей Навального. Кроме ранее озвученных фигурантов добавлены данные сотрудников Института криминалистики ФСБ Василия Калашникова и Дмитрия Лазаревича. По каждому из них собраны данные об их перемещениях на поездах и самолётах с 2005 года, указаны пункты отбытия и назначения, даты убытия и прибытия. Грозев сделал ставку на краудсорсинг: теперь любой желающий может подключиться к работе журналистов-расследователей, сопоставляя данные из таблицы перелётов с информацией о месте и времени громких отравлений и странных смертей. Сразу было найдено несколько совпадений. Одновременно Грозев объявил: «Краудсорсинг дальнейшего расследования отряда отравлений ФСБ станет одним из наших самых важных решений. Так много зацепок для новых потенциальных преступлений, помимо уже выявленных. Спасибо всем, кто внёс свой вклад. 2021 год будет интересным».
17 января 2021 года Грозев анонсировал публикацию ещё одного материала о сотрудниках ФСБ, которые занимались устранением неугодных российским властям граждан. Он назвал готовящуюся публикацию из двух частей, которая должна увидеть свет в ближайшие два дня, «бомбой», сказав, что жертвами отравлений являлись не только политики. По его словам, его работа могла выйти раньше, но её пришлось отложить, так как проверка информации для журналистов важнее, чем публикация расследования к конкретной дате.
19 января 2021 года Грозев выступил на слушаниях Комитета Парламентской ассамблеи Совета Европы (ПАСЕ) по правовым вопросам и правам человека, он изложил основные выводы, к которым пришло расследование, состоящие в том, что сотрудники ФСБ причастны к отравлению Навального. Грозев сообщил, что их данные

указывают не только на единичное покушение на жизнь конкретного человека — г-на Навального, — но и на существование структурного подразделения в ФСБ, укомплектованного специалистами по отравлениям химическим оружием и врачами, чья очевидная цель заключалась в попытках убийств российских политических деятелей […].
На данный момент нам удалось идентифицировать как минимум три успешных отравления, и мы планируем опубликовать результаты в ближайшие несколько дней.

27 января 2021 года было опубликовано расследование Bellingcat и The Insider при участии Der Spiegel, в котором говорится, что группа сотрудников ФСБ, участвовавшая в отравлении Алексея Навального, причастна к убийству журналиста и члена партии «Яблоко» Тимура Куашева 1 августа 2014 года в Нальчике, общественного деятеля Руслана Магомедрагимова 24 марта 2015 года в городе Каспийск в Дагестане и лидера движения «Новая Россия» Никиты Исаева 16 ноября 2019 года в поезде Тамбов-Москва.
В феврале 2021 года опубликовано журналистское расследование Bellingcat о возможной причастности к отравлению Кара-Мурзы в 2015 и 2017 годах и к отравлению Алексея Навального одной и той же группы ФСБ.
9 июня 2021 года опубликовано расследование Bellingcat и The Insider о причастности группы сотрудников ФСБ к отравлению Дмитрия Быкова в 2019 году.

## Обмен заключёнными между Россией и странами Запада
Христо Грозев активно участвовал в организации обмена заключёнными между Россией и странами Запада, который произошёл 1 августа 2024 года. В начале 2022 года Грозев предлагал американской и немецкой стороне произвести совместный обмен, где ключевой фигурой со стороны Запада был бы Вадим Красиков, а со стороны России — Алексей Навальный. Также Грозев составил список заключённых россиян, которых США мог бы обменять на Пола Уилана и Эвана Гершковича. Обмен с участием Навального не состоялся из-за его смерти в феврале 2024 года. По словам председателя Фонда борьбы с коррупцией Марии Певчих, итоговый список россиян для произошедшего 1 августа 2024 года обмена помогали составлять она и Христо Грозев.

## Личная жизнь
В 1996 году женился на россиянке, потом развёлся. После женился второй раз. Есть дети. Владеет английским, русским, болгарским, эстонским и нидерландским языками.

## Награды
В 2019 году совместно с Романом Доброхотовым был награждён премией Европейской прессы за установление личности двух мужчин, предположительно ответственных за отравление Сергея и Юлии Скрипаль.
В 2021 году Bellingcat и CNN получили премию «Эмми» в номинации «выдающийся новостной расследовательский репортаж» за расследование Христо Грозева об отравлении Алексея Навального.